# Dominique Corroyer
Dominique Corroyer, né le 25 août 1964 à Denain, est un footballeur puis entraîneur français.

## Biographie
Il évolue comme avant-centre  à Saint-Étienne et Valenciennes. Il joue 400 matches  en Division 1 et Division 2 et marque 130 buts en quinze ans de carrière professionnelle. Il effectue une dernière saison en National avec le FC Rouen, avant de revenir dans l'équipe valenciennoise. Sa fidélité au club de l'Escaut, lui fait remplacer d'avril à juin 1996, Robert Dewilder en tant qu'entraîneur-joueur de l'équipe fanion. Le club en pleine déconfiture finit par déposer son bilan. Dominique Corroyer joue ensuite en CFA, la première saison du nouveau VAFC avant d'entamer une carrière de technicien du football. Il est donc à ce titre le premier entraîneur de l'histoire du VAFC.
Après avoir appartenu au staff du club de Valenciennes, puis avoir été entraîneur-joueur à l'US Marly (CFA2) puis au Stade béthunois FC (DH), il demeure le capitaine de l'équipe des anciens valenciennois.
En janvier 2002, il est diplômé du DEF (Diplôme d'entraîneur de football). 

## Carrière de joueur
- avant 1982 : Denain Athlétique Football
- 1982 - 1990 : US Valenciennes Anzin : Division 2.
- 1990 - 1992 : AS Saint-Étienne : Division 1. 48 matches 8 buts toutes compétitions confondues.
- 1992 - 1993 : US Valenciennes Anzin : Division 1.
- 1993 - 1994 : US Valenciennes Anzin : Division 2.
- 1994 - 1995 : FC Rouen : National.
- 1995 - 1996 : US Valenciennes Anzin : National.
- 1996 - 1997 : Valenciennes FC : CFA[2].

## Palmarès
- 1994/1995 : Meilleur buteur du groupe B de National 1 avec le FC Rouen

## Activités
Depuis 2006 : Organisateur de stages foot dans le Nord pour les jeunes de 8 à 16 ans.
- 2007-2008 : NES Boué Etreux : Promotion de Première division : 2e.
- 2008-2009 : NES Boué Etreux : Champion de Promotion de Première division.
- 2009-2010 : NES Boué Etreux : Première division.